# Västergötlands Spelmansförbund
Västergötlands Spelmansförbund (VSF) är ett spelmansförbund bildad 1948 som samlar folkmusiker i landskapet Västergötland. Förbundet verkar för att väcka och upprätthålla intresset och förståelsen för västgötsk folkmusik och visa. Spelmansförbundet är en ideell förening och dess verksamhet riktar sig till spelmän i alla åldrar och är religiöst och politiskt obunden.

## Historia
Förbundet bildades 1948 och är ett av flera landskapsförbund inom Sveriges Spelmäns Riksförbund (SSR). Syftet har sedan starten varit att främja det lokala musikaliska arvet, skapa kontakt mellan spelmän i regionen samt föra traditionen vidare till nya generationer.

## Verksamhet
Förbundet arrangerar spelmansstämmor, spelträffar och kurser i landskapet. Kurser har anordnats för bland annat fiol, nyckelharpa, durspel, klarinett, vissång och folkdans. Varje år anordnas sommarlägret Sjövikskursen, en särskild låtkurs för ungdomar i åldern 12–18 år.
Förbundet ger även ut notsamlingar, böcker, kassetter, CD, DVD och andra publikationer, i samarbete med bland annat Västergötlands folkmusikarkiv vid Västergötlands museum i Skara.

## Kurser
Förbundet anordnar årligen ett antal återkommande kurser, däribland Axevallakursen, Sjövikskursen, Varakursen och Spelmansskolan.

### Västra Låtverkstan
Västra Låtverkstan är en folkmusikkurs för ungdomar i åldern 14–20 år, inriktad på folkmusik från Västsverige. Kursen sträcker sig över ett helt läsår och omfattar fyra kurshelger, en vårturné samt framträdanden vid sommarens festivaler och spelmansstämmor, bland annat Ornungastämman. Under ledning av Jenny Gustafsson och Anders Ådin lär sig deltagarna västsvenska låtar och visor på gehör, spelar i ensemble, gör arrangemang och uppträder tillsammans. Alla instrumentalister och sångare är välkomna. Många deltagare spelar fiol, men i ensemblen förekommer bland annat även saxofon, klarinett, flöjt, cello och kontrabas. Kursen fungerar som en mötesplats för unga folkmusikintresserade i regionen och har varit aktiv sedan 2010.

### Axevallakursen
Axevallakursen är en helgkurs på Axevalla folkhögskola, arrangerad av Västergötlands Spelmansförbund i samarbete med ABF Västra Götaland. Kursen riktar sig särskilt till vuxna spelemän som inte haft möjlighet att delta i läger som unga, och erbjuder fördjupning i västgötsk låttradition, stilanalys och samspel. Kursen omfattar tre helger under hösten samt en uppföljningshelg på våren. Tidigare kursteman har varit ”Västgötalåtar” och ”Några steg vidare”, med kursledare som Jenny Gustafsson, Billy Lätt och Mats Johansson. Kursdeltagarna bor och äter tillsammans, och kvällarna innehåller ofta spel, dans och gemensamma aktiviteter.

### Sjövikskursen – Låtar på västgötska
Sjövikskursen – Låtar på västgötska är en sommarkurs i traditionell folkmusik från Västergötland för ungdomar från 12 år och uppåt. Kursen hålls vecka 30 på Sjöviksgården utanför Alingsås och startade år 1986, vilket gör kursen till ett av Sveriges äldsta folkmusikläger för ungdomar. Deltagarna delas in i grupper efter nivå och lär sig låtar på gehör, främst på fiol men även andra melodiinstrument som flöjt, saxofon och klarinett förekommer. Kursen innehåller också harmonilära, andrastämmor och dans. Kvällarna ägnas åt spel, sång och gemenskap. Vid kursens avslutning hålls en konsert. Senare på sommaren erbjuds även ett till konserttilfälle i samarbete med Hallandskursen under Ornungastämman. Kursen arrangeras i samverkan med ABF, Sveriges Spelmäns riksförbund (SSR) och Västra Götalandsregionen.

### Varakursen
Varakursen är en årlig helgkurs som hålls i slutet av januari eller början av februari på Vara folkhögskola. Kursen riktar sig till spelmän och folkmusikintresserade i alla åldrar och omfattar undervisning i fiol, durspel, klarinett, nyckelharpa, gitarr, blockflöjt, sång och folkdans. Undervisningen fokuserar på västgötsk låt- och danstradition. Kursen arrangeras av Västergötlands Spelmansförbund i samarbete med ABF Västra Götaland och Vara folkhögskola.

### Spelmansskolan
Spelmansskolan är en tvåårig fördjupningskurs i västgötsk folkmusik med fokus på låttraditionen från Skaraborg. Kursen leds av Billy Lätt och innehåller individuell undervisning, ensemble, spelteknik och spel till dans, med fokus på stråkföring, folkmusikhistoria, samt orientering i tradering och traditionsbärare. Repertoaren hämtas bland annat från spelmän som Ernst Hassel, Sven Ingvar Heij, Arvid Johansson och andra västgötska traditionsbärare. Kursen omfattar fyra lördagsträffar per år samt två helger, och arrangeras i samarbete med Folkmusik i Väst och ABF. Kursstart sker i samband med Ornungastämman.

## Stipendium
Västergötlands Spelmansförbund förvaltar Nils Erikssons minnesfond, ett stipendium tillägnat spelmannen Nils Eriksson (1913–1986) från Skogstorp i Skepplanda, ofta kallad Nils i Skogster. Stipendiet syftar till att främja och bevara gehörstraditionen efter Nils Eriksson och hans spelkamrat Emil Andersson, samt att stödja spelmän som på ett stiltroget sätt för vidare den äldre västgötska låttraditionen. Fonden finansieras genom gåvor och försäljning av inspelningar med Nils och Emil.

## Tidningen Västgötaspelmannen
Förbundet ger ut medlemstidningen Västgötaspelmannen, som utkommer med fyra nummer per år. Tidningen ingår för betalande medlemmar, men det går även att prenumera separat.

## Spelmanslag
| Namn                              | Ort                       |
| --------------------------------- | ------------------------- |
| Bjärke Spelmanslag                | Sollebrunn                |
| Borås Spelmanslag                 | Borås                     |
| Duo NoordWest                     | Leeuwarden, Nederländerna |
| Habo-Mullsjö Spelmanslag          | Habo                      |
| Hemgårdens Spelmanslag            | Borås                     |
| Hisingens Spelmanslag             | Lundby, Göteborg          |
| Hjärtums Spelmanslag              | Hjärtum                   |
| Hôl i Vägga                       | Göteborg                  |
| Karlsborg Spelmanslag             | Karlsborg                 |
| Knaverfolk                        | Skövde                    |
| Lidköpingsbygdens Spelmanslag     | Lidköping                 |
| Mariestads Folkdansgilles Spelmän | Mariestad                 |
| Orust spelmansgille               | Henån                     |
| Rörsås Spelmanslag                | Rörsås                    |
| Skövde Spelmanslag                | Skövde                    |
| Spelmanslaget Kafferast           | Älvängen                  |
| Spelmanslaget Slussdraget         | Hjärtum                   |
| Spelmanslaget Trollpacket         | Trollhättan               |
| Sävedalens Spelmän                | Sävedalen                 |
| Tibro Spelmansgille               | Tibro                     |
| Trollringens spelmanslag          | Trollhättan               |
| Uddevalla Spelmanslag             | Uddevalla                 |
| Vildbasarna                       | Ljungskile                |
| Västgöta Horn- & Lurspelare       | Göteborg                  |
| Wättlebygdens Spelmanslag         | Lerum                     |